# Avenue Habib Bourguiba (Tunis)

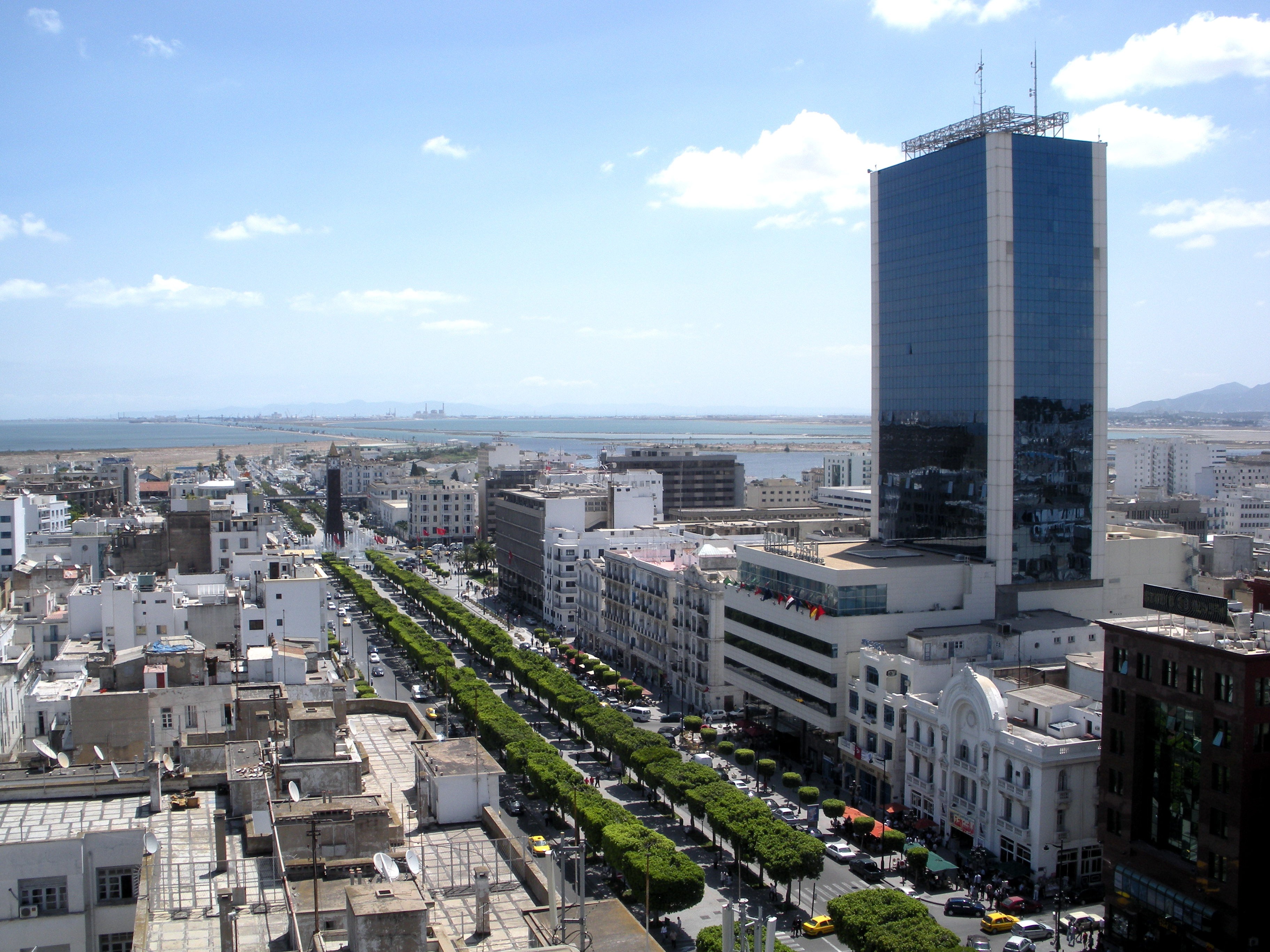
Blick über die Avenue Habib Bourguiba

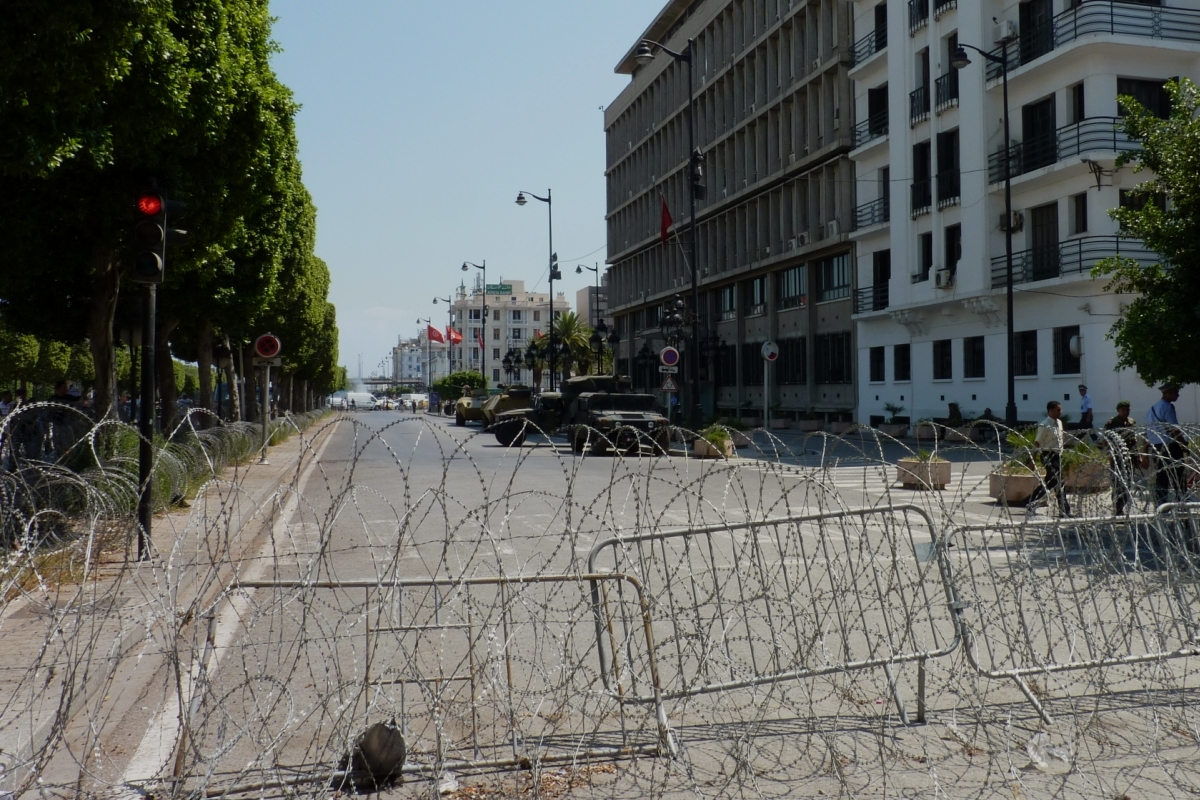
Absperrungen vor einem Ministerium in den Monaten nach der Revolution, 2011

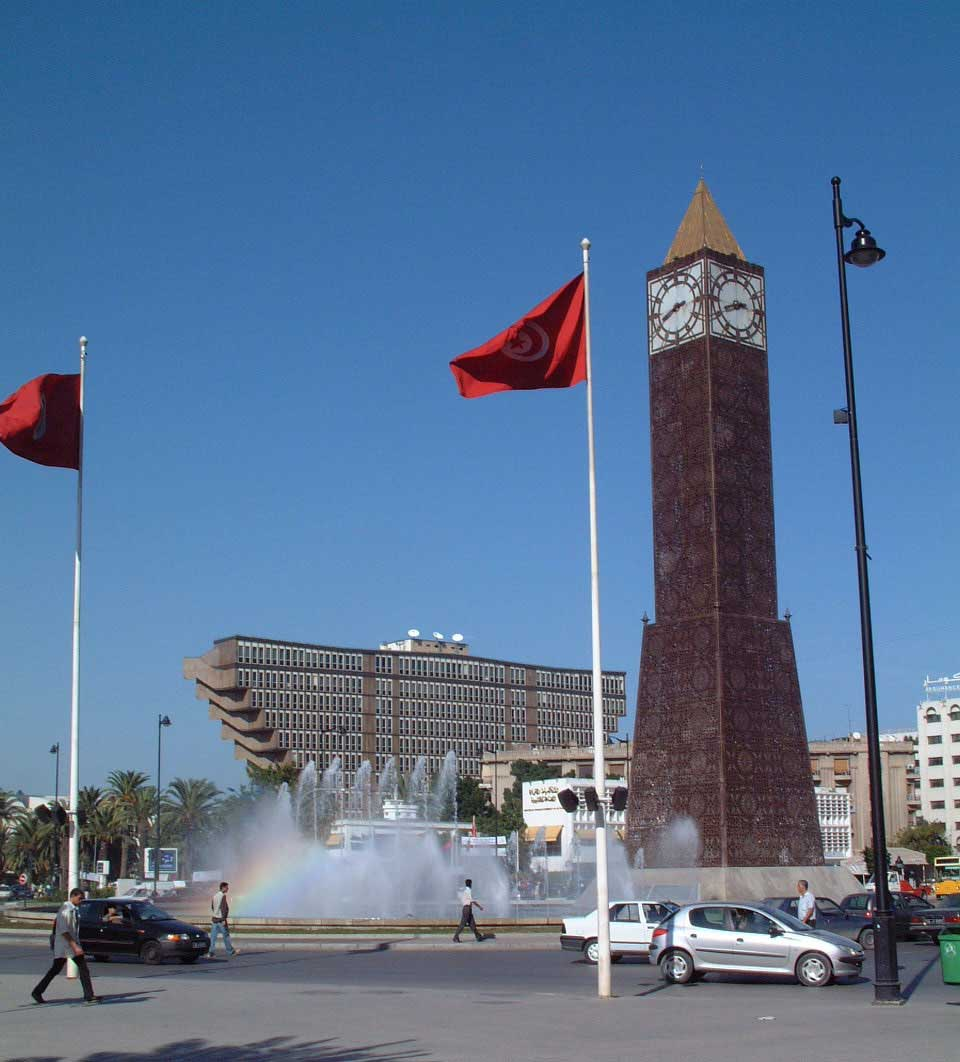
Der Uhrenturm, dahinter das brutalistische Hôtel du Lac am Kreisverkehr Place d’Afrique

Die Avenue Habib Bourguiba (arabisch شارع الحبيب بورقيبة, DMG Šāriʿ al-Ḥabīb Bū-Ruqaiba) ist eine der Hauptstraßen der tunesischen Hauptstadt Tunis. Sie ist seit 1956 nach dem ersten Präsidenten Tunesiens benannt und eine der wichtigsten Verkehrsadern der Stadt. In vielen weiteren tunesischen Städten gibt es zentrale Hauptstraßen, die nach Bourguiba benannt sind.

## Beschreibung und Geschichte
Ausgehend von der Medina, wo die durchgehende Straßenachse noch Avenue de France heißt, beginnt die Avenue Habib Bourguiba bei der Kathedrale Hl. Vinzenz von Paul und der schwer bewachten französischen Botschaft, dem Sitz der früheren Kolonialverwaltung. Sie durchquert den östlichen Teil der Neustadt und wurde während der Kolonisierung durch Frankreich errichtet, als sie nach dem Kolonialpolitiker Jules Ferry als Avenue Jules-Ferry benannt war. Die Avenue endet beim Bahnhof Tunis Marine der TGM am See von Tunis, wo sie auf die Autobahn nach La Goulette und Radès übergeht. Ein Zentraltrottoir teilt die Avenue durch eine Promenade mit zwei parallelen Baumreihen. Unter den Bäumen sind kleine Geschäfte, Bars, Zeitungs- und Blumenhändler zu finden. An den äußeren Seiten der Avenue stehen Kolonialbauten wie das Théâtre municipal de Tunis im Jugendstil und das ehemalige Teatro Rossini mit seiner opulenten Architektur, das heute ein Kino beherbergt. Moderne Geschäftshäuser und Hotels sollen den Fortschritt in der Stadt dokumentieren. Teure Geschäfte und Boutiquen sowie Cafés finden sich hier ebenfalls.
Präsident Zine el-Abidine Ben Ali wollte seinen Vorgänger aus dem Blick rücken, als er das Reiterstandbild Bourguibas von 1973 im Juni 1988 nach La Guolette verlegen ließ. Während der tunesischen Revolution 2011 wurde die Avenue Habib Bourguiba zu einem der Hauptschauplätze der Demonstrationen und Auseinandersetzungen während des Umbruchs. In der Straße gelegene symbolträchtige Einrichtungen, vor allem das tunesische Innenministerium, wurden immer wieder Ziel von Protesten, bei denen auch zahlreiche Menschen ums Leben kamen. Die Ereignisse spiegelten sich in den Monaten nach der Revolution im Straßenbild wider, unter anderem durch die starke Präsenz von Sicherheitskräften und die Absperrung mehrerer Bereiche mit Stacheldraht, aber auch durch die Verbreitung politischer Graffiti. Außerdem wurde ein zentraler Platz auf der Avenue Habib Bourguiba in der Nähe des Innenministeriums nach dem 14. Januar benannt, dem Tag der Flucht von Langzeitherrscher Zine el-Abidine Ben Ali. Nach 2011 kehrte das Reiterstandbild auf die Avenue zurück.